# Giada (sommergibile)
Il Giada è stato un sommergibile dapprima della Regia Marina ed in seguito della Marina Militare, appartenente – all'epoca della sua costruzione – alla Classe Platino.
Impostato il 16 ottobre 1940 presso i Cantieri C.R.D.A di Monfalcone e varato il 10 luglio 1941, è entrato in servizio il 6 dicembre successivo.

## Attività bellica nel secondo conflitto mondiale
Dopo l'entrata in servizio prese base a Cagliari, venendo sottoposto ad un periodo intensivo di addestramento per renderlo presto operativo.

Il battello alla banchina del cantiere di Monfalcone

Il 5 giugno 1942, al comando del tenente di vascello Gaspare Cavallina, fu inviato in una zona di mare tra le Baleari ed il tratto di costa algerina compreso tra Capo Ferrat e Capo Bougaroni, per formare, unitamente ad altri tre sommergibili, uno sbarramento di contrasto all'operazione britannica «Harpoon», nell'ambito della Battaglia di mezzo giugno. Alle 4.40 del 14 giugno avvistò 18 tra trasporti e navi da guerra britanniche e scelse come bersaglio la portaerei HMS Eagle: portatosi a 2 500 metri navigando in superficie, il sommergibile lanciò quattro siluri, immergendosi poi per eludere l'eventuale caccia antisommergibile; avvertì due forti detonazioni, ma non vi sono conferme di danneggiamenti. La caccia con bombe di profondità non produsse che danni lievi. Il Giada rientrò alla base il 18 giugno.
Ad inizio agosto fu inviato tra l'Algeria, Ibiza e Maiorca, in un'area compresa tra i meridiani 1°40' E e 2°40' E. Il 10 agosto gli fu ordinato di segnalare qualunque avvistamento e di attaccare solo dopo: era infatti iniziata l'operazione britannica «Pedestal», poi sfociata nella Battaglia di mezzo agosto, e si rendeva necessario che la formazione nemica fosse attaccata da numerosi sommergibili.
Al sorgere del sole del 12 agosto 1942 rilevò a grande distanza, tramite l'idrofono, motori di navi appartenenti ad una grossa formazione, e diresse quindi in emersione a tutta forza per avvicinarvisi; tuttavia fu individuato da un bombardiere Mitchel ed obbligato ad immergersi; lo scoppio di due bombe dell'aereo, però, gli inflisse seri danni (tra l'altro iniziò a penetrare acqua in uno dei locali poppieri), obbligandolo all'emersione rapida. Il sommergibile affrontò quindi l'aereo con le mitragliere, riuscendo a danneggiarlo e a metterlo in fuga, ma, non potendo immergersi per i danni, subì un nuovo attacco – con mitragliamento e lancio di bombe – da parte di un Sunderland britannico e fu costretto ad un nuovo combattimento, che provocò la morte di un uomo (il sottocapo Francesco Nacca) ed il ferimento di altri cinque, riuscendo ad abbattere l'aereo britannico. Per la gravità dei danni, il Giada dovette riparare nel porto spagnolo di Valencia per effettuare alcune riparazioni provvisorie, quindi ripartì dopo sette ore, facendo ritorno alla base.
Il 23 gennaio 1943, avvistato un trasporto truppe che procedeva verso ovest con la protezione di due cacciatorpediniere, il battello si avvicinò al convoglio e lanciò quattro siluri contro il mercantile immergendosi poi per eludere la caccia con cariche di profondità, che in effetti avvenne, ma non produsse danni. Furono avvertiti tre forti scoppi, ma non esistono conferme di danneggiamenti. Da testimonianze dirette del comandante Gaspare Cavallina, confermate dalla stampa italiana dei giorni successivi, si attesta che almeno tre dei siluri raggiunsero il bersaglio, e che il mercantile , carico di militari di truppa inglesi, effettivamente affondò. I giornali parlarono anche di un alto numero di vittime, e venne attribuito al mercantile in questione un tonnellaggio superiore alle 20 000 tonnellate.

## Il termine dell'attività, l'armistizio e dopoguerra
Il 7 settembre 1943, nell'ambito del Piano «Zeta» di contrasto al previsto sbarco anglo-americano nell'Italia meridionale, fu disposto in agguato (unitamente ad altri dieci sommergibili) nel Basso Tirreno, tra il Golfo di Gaeta ed il Golfo di Paola.

Il sommergibile Giada in bacino di carenaggio a La Spezia

In seguito all'annuncio dell'armistizio diresse per Bona, ove si consegnò agli Alleati. Il 16 settembre 1943, assieme ad altri cinque sommergibili, fu trasferito a Malta con la scorta del cacciatorpediniere HMS Isis. Il 6 ottobre 1943 lasciò l'isola insieme a varie altre unità (6 sommergibili, due torpediniere, un cacciatorpediniere e due unità ausiliarie) per rientrare in Italia; giunto a Taranto, fu immesso in cantiere per un periodo di lavori di manutenzione.
In tutto aveva svolto 15 missioni offensivo-esplorative e 16 di trasferimento, per totali 15.656 miglia di navigazione in superficie e 1178 in immersione.
Terminati i lavori, nell'aprile 1944 il Giada fu dislocato a Colombo, dove svolse attività addestrativa per le unità antisommergibili alleate.
Tornato a Taranto nell'ottobre dello stesso anno, vi rimase in disarmo sino al termine della guerra.
Nel dopoguerra in base alle clausole del trattato di pace il Giada (come del resto il Vortice, altro sommergibile sopravvissuto al periodo bellico), avrebbe dovuto essere trasferito alla Francia in conto riparazione danni di guerra, ma, non essendo stato ritirato dai francesi, all'Italia ne fu imposta la demolizione.
Radiato ufficialmente il 1º febbraio 1948 insieme al resto della flotta subacquea italiana, il Giada fu riclassificato alla fine del 1949 pontone veloce per la ricarica delle batterie ed ufficialmente impiegato per produrre energia elettrica con la sua dinamo, evitando così la demolizione (stesso provvedimento fu adottato per salvare anche il Vortice).
Ribattezzato V 2 (il Vortice era invece divenuto V 1), il Giada usciva in mare nottetempo, nella massima segretezza, con opportuni camuffamenti – come sovrastrutture posticce che venivano furtivamente sbarcate dopo l'uscita dal canale navigabile di Taranto – ed effettuava insieme al Vortice immersioni, emersioni e brevi crociere che consentirono di formare i primi nuclei di sommergibilisti, oltre che a fare esercitare le unità antisommergibile.

## IlGiadae la ricostruzione della flotta subacquea
Venute meno nel 1952 le clausole del trattato di pace che vietavano all'Italia il possesso di sommergibili, e con l'ingresso dell'Italia nella NATO, nell'ambito di un programma di potenziamento navale avviato nel 1950 venne anche avviata la ricostituzione della componente subacquea, con il recupero dei due sommergibili risalenti al periodo bellico che vennero reiscritti il 1º novembre 1952 nei quadri del Naviglio Militare con i loro nomi e rimessi in servizio.
Tra il 1952 e il 1953 il battello fu sottoposto ad estesi lavori di ammoderamento che comportarono modifiche allo scafo, all'armamento e l'installazione del radar. Dopo i lavori di ammodernamento il dislocamento standard in superficie era di 633 tonnellate, che diventavano 860 tonnellate in immersione a pieno carico, mentre l'armamento vide la rimozione delle artiglieria ed era costituito dai sei tubi lanciasiluri originari. Venne modificata la falsa torre, che venne poi nuovamente e radicalmente modificata nel 1957. 
Ritornato in servizio, trasformato in unità cacciasommergibili fu intensamente impiegato per l'addestramento dei nuovi sommergibilisti della Marina Militare Italiana e per compiti addestrativi delle unità di superficie..
Posto in disarmo il 1º giugno 1966, il battello venne successivamente demolito.

## Galleria d'immagini

Il battello dopo la prima modifica della falsa torre
Il battello dopo l'ultima modifica della falsa torre
Augusta 1956: il battello in emersione